# III Всесоюзный съезд Советов
III Всесоюзный съезд Советов проходил в Москве с 13 по 20 мая 1925 года. В работе съезда приняли участие 2276 делегатов; с решающим голосом — 1580, среди них членов и кандидатов в члены ВКП(б) — 80 %; рабочих — 40,5 %, крестьян — 29 %.

## Порядок дня
Доклады:
- О вхождении в состав СССР Туркменской и Узбекской ССР.
- Отчёт правительства Союза ССР.
- Положение промышленности СССР.
- Мероприятия по укреплению Красной Армии.
- Вопросы советского строительства[2].
- Образование ЦИК СССР.
- Мероприятия по поднятию и укреплению крестьянского хозяйства: сельскохозяйственный кредит, положение кустарей, землеустройство, сельскохозяйственная кооперация и пр.
- Доклад тов. Чубаря.

## Решения Съезда

### На съезде избраны
- Центральный исполнительный комитет СССР (Союзный Совет и Совет Национальностей)

### Административные
- Съезд единогласно принял постановление о вхождении в состав СССР Туркменской ССР и Узбекской ССР и внес соответствующие изменения в Конституцию СССР.

### Приняты документы
- Отмена ограничений, сдерживавших развитие сельскохозяйственного производства, и указание, что кооперирование — единственный путь к поднятию хозяйственной силы крестьянства и приобщению его к строительству социализма.
- Перестройка вооружённых сил на основе территориально-милиционной системы
- Постановление о советском строительстве: съезд нацелил Советы на усиление хозяйственного и культурного строительства

Основной итог Съезда: продолжение политики II Всесоюзного съезда.